# Włodzimierz Zawadzki
Włodzimierz Jan Zawadzki (28 settembre 1967) è un ex lottatore polacco, specializzato nella lotta greco-romana.

## Palmarès

### Olimpiadi
- 1 medaglia:
  - 1 oro (Atlanta 1996 nei -62 kg)

### Mondiali
- 4 medaglie:
  - 2 argenti (Praga 1995; Mosca 2002)
  - 2 bronzi (Tampere 1994; Breslavia 1997)

### Europei
- 3 medaglie:
  - 3 ori (Aschaffenburg 1991; Besançon 1995; Sofia 1999)